# Pachydissus magnus
Pachydissus magnus är en skalbaggsart som beskrevs av Mckeown 1940. Pachydissus magnus ingår i släktet Pachydissus och familjen långhorningar. Inga underarter finns listade i Catalogue of Life.